# 太田神社 (久喜市久喜北)
太田神社（おおたじんじゃ）は、埼玉県久喜市久喜北一丁目にある神社である。

## 概要
1907年（明治40年）8月から11月にかけて行われた合祀により「雷電千勝神社」から「太田神社」へと名称を改められ、村社とされてきた。
かつての所在地表記は大字野久喜字丸島596で、1973年（昭和48年）11月1日の住居表示実施により北一丁目6番29号となった。2010年（平成22年）3月23日に行われた久喜市・菖蒲町・栗橋町・鷲宮町の合併に際して北一丁目が久喜北一丁目に変更され、現在に至っている。
1948年（昭和23年）時点での境内地面積は639坪であった。祭礼は7月25日とされている。
1907年（明治40年）8月から11月にかけて行われた合祀では、8月17日に稲荷神社（大字野久喜字上宿）・香取神社（かんどりじんじゃ、大字野久喜字香取）・青瀧神社（大字野久喜字出来野）、10月3日に稲荷神社（大字古久喜字丸島）・浅間神社（大字古久喜字中島）・浅間神社（大字古久喜字本田）・女体神社（大字古久喜字出来野、大字古久喜鎮守）・白山神社（大字古久喜字本田）、11月11日に千勝神社（総鎮守）・雷電神社（大字野久喜鎮守）・女体神社（字和田）・神明社（大字古久喜字市ノ坪）が集められた。
境内社として浅間神社・白山神社・青瀧神社・稲荷神社が祀られている。境内施設として本殿、社務所、鳥居、手水舎、灯籠、松の木、イチョウの木、「武蔵国 太田 太田神社」と彫られた標柱、「忠魂碑」と彫られた石碑、「太田神社改修記念碑」と彫られた石碑、「合祀記念碑」と彫られた石碑などである。
7月25日の祭礼では「古久喜の獅子舞」と称される行事が行われる。行事の由来は、おおよそ500年程前（西暦1500年頃）に大水が出た際に古久喜・野久喜の北方を流下している青毛堀川に獅子頭が流れつき、古久喜耕地の人々がこの当時古久喜で一番の大尽と称されていた武井家にこの獅子頭を持ち込み、武井家はこれを遍照院に収め、これ以後、獅子舞が舞われるようになったと伝えられている。行事の流れとして、当日遍照院に集まり、御神酒を用いてお清めを行い、獅子舞の支度をする。支度が済むと剣を持った天狗を先頭に笛方・大獅子・雌獅子・中獅子・道化の順で列を成し、村回りを行う。その後、太田神社に行き、拝殿の前で弓取り・綱取り・橋渡しと呼ばれる曲目の舞を奉納した後、再び遍照院に戻る、というものである。太田神社では先述のように古久喜・野久喜の神社が合祀されているが、この獅子舞は「古久喜の獅子舞」と称されるように、正確には古久喜の行事となっている。この獅子舞は1935年（昭和10年）頃に耕地にて馬が炭素病で死んだ際、被害が拡大しないよう臨時で4か所の辻で舞ったところ、それ以後は炭素病にかかる馬はいなくなったという伝承があり、また雨乞いや流行病が起った際にも厄除けとして舞われることもあった。
この他、合祀されている白山神社の「甘酒祭り」という行事がある。1907年（明治40年）の合祀以前は旧暦の9月15日に行われていたが、合祀後は月遅れの10月15日に行われるようになり、戦後からは新暦の9月15日に催されるようになった。本来は氏子50件余の中から3件が当番となり甘酒を作り、祭りの当日に神社の境内に桶を設け、参拝者に配っていた。合祀の後は、戦前までは各家庭で甘酒を作るだけとなり、合祀の後からは神社での甘酒祭りに代わり、当番の家で白山講を行うようになった。この行事も古久喜の行事となっている。

## 周辺
- 古久喜集会所
- 遍照院
- ライオンズガーデン
- 西蔵院
- 稲荷台用水
- 中落堀川
- 愛宕神社

## アクセス
- JR宇都宮線（東北本線）・東武伊勢崎線久喜駅西口より徒歩約10分（約500 m）[7]。
- 久喜駅東口より久喜市内循環バスのりばにて「野久喜・吉羽循環」に乗車、「ライオンズガーデン入口（乗車約3分）」にて下車、バス停より西方へ（東武伊勢崎線・JR宇都宮線の西側へ）徒歩約5分（距離約200 m）[8][リンク切れ]。運賃は100円。1日乗車券は200円